# Babulal Gaur

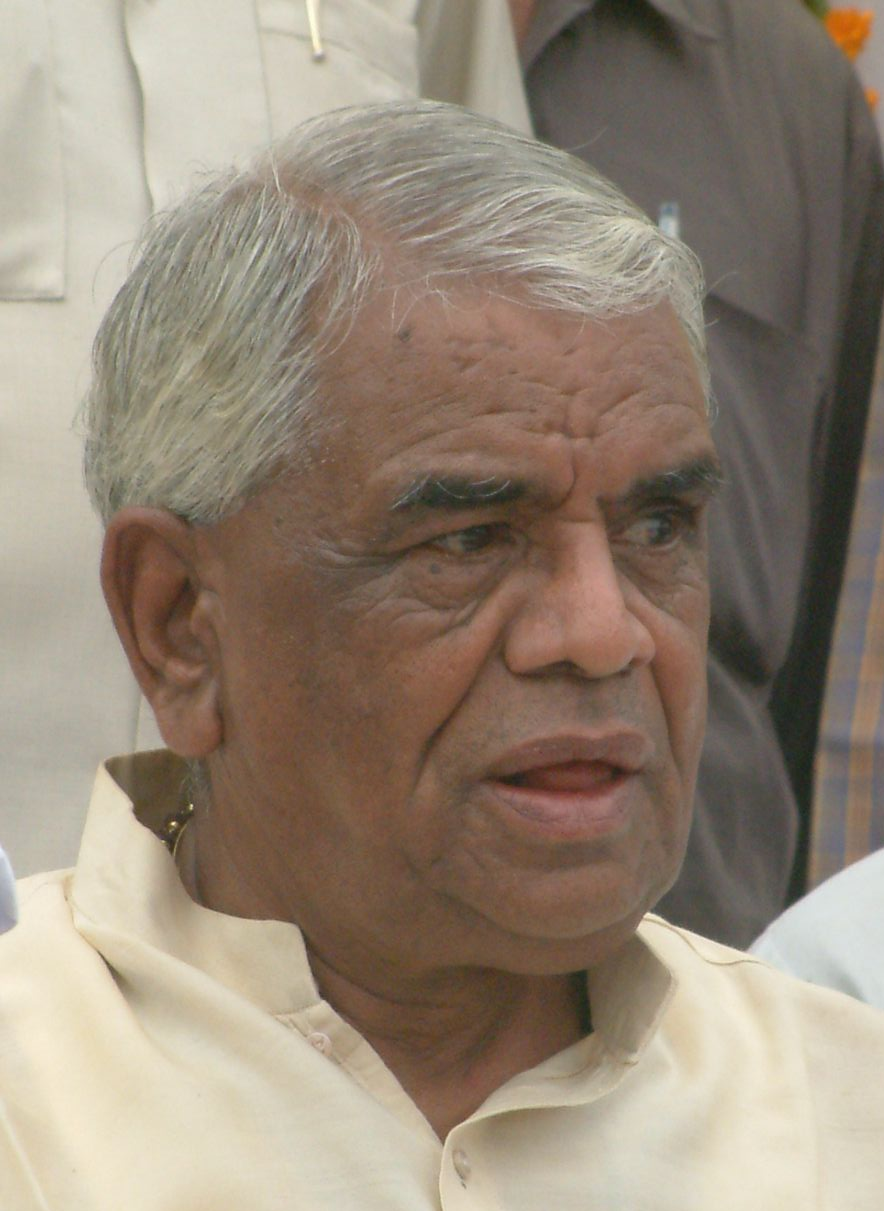
Babulal Gaur (2004)

Babulal Gaur (Hindi: बाबूलाल गौर; * 2. Juni 1930 im Distrikt Pratapgarh, Vereinigte Provinzen, Britisch-Indien, heute: Uttar Pradesh; † 21. August 2019 in Bhopal, Madhya Pradesh) war ein indischer Politiker der Bharatiya Janata Party (BJP), der zwischen 2004 und 2005 Chief Minister von Madhya Pradesh war.

## Leben
Babulal Gaur absolvierte zunächst ein grundständiges Studium an der Vikram University, das er mit einem Bachelor of Arts (B.A.) beendete. Ein darauf folgendes Studium der Rechtswissenschaften an der Vikram University schloss er mit einem Bachelor of Laws (LL.B.) ab. Er engagierte sich in der radikal-hinduistischen Nationalen Freiwilligenorganisation Rashtriya Swayamsevak Sangh und im Gewerkschaftsbund INTUC (Indian National Trade Union Congress), einer dem Indischen Nationalkongresses (INC) nahe stehenden Organisation. 1956 wurde er Sekretär der 1951 von Syama Prasad Mukherjee gegründeten Partei Indische Volksvereinigung BJS (Bharatiya Jana Sangh) und wurde für die daraus hervorgegangene Volkspartei BLD (Bharatiya Lok Dal) 1974 im Wahlkreis Bhopal South erstmals Mitglied der Legislativversammlung (Vidhan Sabha), des Unterhauses des Bundesstaates Madhya Pradesh. Während des Ausnahmezustandes in Indien in den Jahren 1975 bis 1977 wurde er festgenommen und befand sich aufgrund des Gesetzes zur Aufrechterhaltung der inneren Sicherheit MISA (Maintenance of Internal Security Act) 19 Monate in Haft.
Nach Aufhebung des Ausnahmezustandes wurde Gaur 1977 wieder zum Mitglied der Legislativversammlung gewählt und gehörte dieser bis 2003 an. Er war vom 7. März 1990 bis zum 15. Dezember 1992 in der von Chief Minister Sunderlal Patwa geleiteten Staatsregierung von Madhya Pradesh Minister für lokale Verwaltung, Recht und Gesetzgebung, parlamentarische Angelegenheiten, Öffentlichkeitsarbeit, städtische Wohlfahrt, Wohnungswesen und Rehabilitation sowie Bhopal-Entlastung und -Rehabilitation. Später fungierte er von 2002 bis zum 7. Dezember 2003 als Leader of the Opposition der nunmehrigen Bharatiya Janata Party (BJP) in der Vidhan Sabha des Bundesstaates. Nach dem Rücktritt von Uma Bharti am 23. August 2004 wurde er schließlich selbst Chief Minister von Madhya Pradesh und hatte dieses Amt bis zum 28. November 2005 inne, woraufhin sein Parteifreund Shivraj Singh Chauhan die Nachfolge antrat.